# Glaucosphaera
Glaucosphaera, monotipski rod crvenih algi iz porodice Glaucosphaeraceae. Jedina vrsta je slatkovodna alga N. cyanea  iz Ukrajine.